# Jonathan King
Jonathan King, eg. Kenneth George King, född 6 december 1944 i London, är en brittisk sångare, textförfattare, TV-personlighet, impressario och popmusik-producent. Han fick en hit med sin egenskrivna debutsingel Everyone's Gone to the Moon 1965. Den nådde fjärdeplatsen i hemlandet och plats 17 på billboardlistan. Han producerade popgruppen Hedgehoppers Anonymous och deras hit It's Good News Week. King hade smärre hits i Sverige 1972 med låten It's a Tall Order for a Short Guy och 1975 med Una Paloma Blanca. King är även känd för att han producerade The Rocky Horror Picture Show. Mindre känt är att han under 1970-talet hade flera hits på topplistorna men under andra namn; till exempel som Shag med låten Loop Di Love 1972 och Sakkarin med Sugar Sugar 1971. Han var också upphovet till "ooka chakka-versionen" av Hooked on a Feeling.
I november 2001 blev han åtalad för sexuella övergrepp mot barn. 
Han dömdes till fängelse i sju år för brott vid fyra tillfällen under 1980-talet mot pojkar i 14-årsåldern. Han avtjänade delar av sitt straff på Belmarsh, som är en säkerhetsanstalt avsedd för de farligaste och mest rymningsbenägna internerna, i Thamesmead, London Borough of Greenwich, sydost om London.
Han släpptes villkorligt i mars 2005 efter att ha avtjänat halva tiden. År 2017 åtalades han återigen för sexuella övergrepp mot tonårspojkar, begångna mellan 1970 och 1986. 
I juni 2018 kom det ut i media att hela juryn i hans rättfall avskedats av okänd anledning, och han frikändes från alla anklagelser. Året efter publicerades en utredning som visade på flera tjänstefel inom polisen.